# Termitophilomyia leleupi
Termitophilomyia leleupi är en tvåvingeart som först beskrevs av Schmitz 1955.  Termitophilomyia leleupi ingår i släktet Termitophilomyia och familjen puckelflugor. Inga underarter finns listade i Catalogue of Life.